# Cheile Carașului

Prelucrare 3D pentru Cheile Carașului

Cheile Carașului alcătuiesc o arie protejată de interes național ce corespunde categoriei a IV-a IUCN (rezervație naturală de tip mixt), situată în județul Caraș-Severin, pe teritoriul administrativ al comunei Carașova.
Rezervația naturală întinsă pe o suprafață de 578 ha, se află în Munții Aninei, între confluența pârâului Comarnic cu Carașul și comuna Carașova.
Cheile Carașului au statut de rezervație naturală în cadrul Parcului Național Semenic-Cheile Carașului, din care fac parte.

## Descriere
Cheile Carașului sunt o formațiune de tip chei situate în Munții Aninei, între confluența pârâului Comarnic cu râul Caraș și comuna Carașova.   
Cheile Carașului fac parte din rezervația naturală în cadrul Parcului Național Semenic-Cheile Carașului, acest parc având o suprafață totală de circa 36.214 ha, cuprinzând foarte multe rezervații naturale precum: Cheile Carașului, Peșterile Comarnic și Popovăț, Lacurile Buhui, Marghitaș, Gozna, Trei Ape, Izvoarele Nerei și ale Carașului etc. Distanța pe care se întind cheile este de aproximativ 18-19 km, cu pereți care se ridic cu 150-250 m înălțime deasupra talvegului văii, cu numeroase peșteri ale căror intrări sunt situate la înălțimi diferite față de talvegul văii.
Cheile Carașului se numără printe cele mai lungi și sălbatice chei din România și reprezentând două sectoare de chei despărțite de Lunca Prolazului, loc în care versanții s-au retras pentru a face loc celor câtorva sălașe și gospodării de pe malurile râului Caraș. Aceste chei formează unul dintre cele mai spectaculoase peisaje din sud-vestul României având forma unor canioane care cuprind nenumărate specii de plante și animale alături de pădurile de fag, care în special toamna formează un peisaj mirific.  
Intrarea în chei se face din comuna Carașova, mergând pe o potecă de-a lungul râului Caraș, parcurgerea cheilor se face pe jos, având posibilitatea de a vedea vegetația, peșterile și peisajele superbe din chei. Principalele obiective turistice din Cheile Carașului sunt: Peștera Văleaga, Peștera de după Cârsa, Peștera Liliecilor, Peștera de sub Cetate, Cetatea Caraș (numită și Cetatea Turcului), Peștera din drumul Prolazului, Poiana Prolaz.